# ياهو سبورتس
ياهو سبورتس هو موقع أخبار رياضية أطلقته ياهو! في 8 ديسمبر 1997. تتلقى غالبية معلوماتها من STATS, Inc. يوظف الموقع العديد من الكتاب، وله صفحات فريق للفرق في كل الرياضات الكبرى في أمريكا الشمالية تقريبًا. قبل إطلاق ياهو سبورتس، كانت بعض عناصر الموقع تُعرف باسم لوحة ياهو! (ياهو سكوربورد).
من عام 2011 إلى عام 2016، تم استخدام علامة ياهو سبورتس أيضًا لشبكة إذاعية رياضية أمريكية. تُعرف تلك الشبكة الآن باسم إس بي نايشن راديو.

## الرياضات المغطاة
يغطي إصدار الولايات المتحدة من ياهو سبورتس العديد من الألعاب الرياضية، بما في ذلك دبليو دبليو إي، والدوري الوطني لكرة القدم الأمريكية، ودوري كرة القاعدة الرئيسي، وإن بي أي، ودوري الهوكي الوطني، وكرة القدم الأمريكية الجامعية، وكرة السلة الجامعية، وناسكار، والجولف، والتنس، وكأس العالم فيفا، ودوري أبطال أوروبا، والدوري الإنجليزي الممتاز، وكرة القدم الأمريكية داخل الصالات، والملاكمة، والدوري الكندي لكرة القدم، وركوب الدراجات، وسلسلة إندي كار، والدوري الأمريكي لكرة القدم، ورياضة المحركات الآلية، والألعاب الأولمبية، وبيسبول الرابطة الوطنية لرياضة الجامعات، وهوكي الجليد الرابطة الوطنية لرياضة الجامعات وكرة السلة للسيدات الرابطة الوطنية لرياضة الجامعات، والاتحاد الوطني لكرة السلة النسائية، وكأس العالم للتزلج في جبال الألب، ومضمار التنس والميدان، والكريكت (المملكة المتحدة)، والتزلج على الجليد، لعبة الركبي (المملكة المتحدة)، والسباحة، وفنون القتال المختلطة، وسباق الخيل. غطت ياهو سبورتس سابقًا أيضًا رابطة كرة السلة النسائية واتحاد كرة القدم النسائية.

## الكتاب
يوظف ياهو سبورتس مجموعة كبيرة من المراسلين الحائزين على جوائز، والتي تضم في يوليو 2018 بات فوردي ودان ويتزل وبيت تاميل وجيف باسان وغيرهم.

## التواريخ الرئيسية في ياهو سبورتس
- 8 ديسمبر 1997: تم إطلاق ياهو سبورتس.[3]
- 17 يناير 2003: أطلقت ياهو سبورتس أول إعادة تصميم رئيسية للموقع.[4]
- 8 فبراير 2006: أطلقت ياهو سبورتس مدونة ياهو سبورتس.[5]
- 8 مايو 2006: بدأت ياهو سبورتس في بث ألعاب دوري الهوكي الوطني مباشرة.[6]
- 30 مايو 2006: أطلقت ياهو سبورتس موقع ياهو سبورتس بيتا.[7]
- 1 فبراير 2007: أطلقت ياهو سبورتس الصفحة الرئيسية الحالية.[8]
- 1 فبراير 2007: تم نقل موقع ياهو سبورتس بيتا على الإنترنت.
- 21 يونيو 2007: استحوذت ياهو سبورتس على Rivals.com.[9]
- 11 يناير 2011: تجمع ياهو سبورتس مع SportsFanLive.com. لبدء إنتاج ThePostGame.com، وهي مجلة يومية على الإنترنت.[10]
- 26 أغسطس 2013: أطلقت صفحة ياهو سبورتس نظرة بيانية جديدة بخلفيات داكنة ونص أكبر. قوبل التصميم الجديد بردود فعل سلبية للغاية.[11][12]
- 3 يونيو 2015: منح الدوري الوطني لكرة القدم الأمريكية ياهو سبورتس الحق الحصري في بث لعبة 25 أكتوبر بين بوفالو بيلز وجاكسونفيل جاغوارز من لندن في إنجلترا، عبر البث المباشر المجاني.[13]
- 29 يناير 2016: أطلقت ياهو سبورتس القسم الفرعي فيرتيكال للحصول على الأخبار التي تتضمن الدوري الاميركي للمحترفين.

## مجموعة ياهو وإن بي سي الرياضية
في 9 ديسمبر 2012، أعلنت ياهو و إن بي سي سبورتس غروب عن صفقة محتوى وعروض ترويجية تجمع بين خبرة ياهو سبورتس الأصلية في التقارير وتغطية الأحداث الكبيرة ومحتوى الكلية في Rivals ومنتجات الألعاب الرياضية الخيالية الشهيرة والأصول الرقمية المتنامية لإن بي سي سبورتس غروب، والترويج والتكامل التلفزيوني الكبيرة.
بينما ستستمر ياهو سبورتس وإن بي سي سبورتس غروب في الاحتفاظ بمواقع منفصلة وتحكم تحريري في غرف الأخبار والممتلكات الرقمية الخاصة بكل منهما، فإنهما ستتعاونان في تغطية الأخبار والأحداث الرياضية المتميزة عبر الإنترنت وعلى الهواء. سيتم أيضًا تضمين منتجات ياهو سبوراس الشهيرة في الأصول الرقمية لمجموعة إن بي سي سبورتس غروب.
تشمل الميزات الرئيسية للتحالف ما يلي:
عمق التحرير: تضم قائمة المواهب المدمجة من ياهو سبورتس وإن بي سي سبورتس مقعدًا للصحفيين والمعلقين الحائزين على جوائز، مثل بوب كوستاس من إن بي سي ودان يتزل وأدريان ويناروفسكي من ياهو سبورتس. سيتم عرض التقارير الاستقصائية الشهيرة لياهو سبورتس على تلفزيون إن بي سي، مما يمنح المشجعين خدمة توصيل متعددة المنصات.
مفاهيم برمجة الفيديو الأصلية: ستعمل ياهو سبورتس وإن بي سي سبورتس معًا لتطوير برامج فيديو أصلية مخصصة للويب ستظهر على كل من ياهو سبورتس وNBCSports.com والتي تضم مفضلات المعجبين من بين قوائم فرق التحرير الحائزة على جوائز، بما في ذلك:
مضيف شبكة إن بي سي سبورتس والمعلق الحائز على جائزة إيمي، بوب كوستاس: مقابلات إخبارية افتتاحية بالفيديو وتحريرية لليلة كرة القدم في أمريكا توني دونغي ورودني هاريسون: مقاطع فيديو خلال موسم دوري كرة القدم الأميركي
مايك فلوريو من ProFootballTalk على NBCSports.com: برنامج ويب يومي واسبوعي شبكة الإنترنت.
Rivals on Recruiting: عرض أسبوعي لتجنيد الكليات مع مواهب Rivals وإن بي سي سبورتس.
البث المباشر: سترتبط ياهو سبورتس بمشغل الفيديو إن بي سي سبورتس لايف إكسترا وتروج له. سيتمكن المشجعون من مشاهدة البث المباشر لبعض أكبر أحداث إن بي سي، بدءً من صنداي نايت فوتبول وإن إتش إل غايم أوف ذا وييك. سيستمر توزيع المحتوى المباشر من شبكة إن بي سي سبورتس عبر إن بي سي سبورتس لايف إكسترا على جهاز تلفزيون في كل مكان.
فانتاسي سبورتس: ستصبح ياهو سبورتس، منصة الفانتاسي الرائدة، المزود الحصري لعبة الفانتاسي لروتو وورلد على قناة إن بي سي سبورتس وهو موقع الأخبار ومعلومات الفانتاسي الأول. سيشمل ذلك تجارب ياهو سبورتس فانتاسي لكرة القدم والبيسبول والهوكي وكرة القدم وكلية بول بيكيم وتورني بيكيم.
Rivals.com: ستعمل وجهة الرياضة الجامعية على تزويد أخبار التجنيد والرياضة الجامعية لشبكات NBCSports.com وشبكات إن بي سي الرياضية الإقليمية.
شبكات إن بي سي الرياضية الإقليمية: ستعمل الخصائص الرياضية المحلية الأصيلة كموفر محتوى المفضل لياهو سبورتس في الأسواق ذات الصلة، وستضم صفحات فريق ياهو سبورتس وخبراء الفانتاسي والموهبة الرياضية.
شبكة Alli Sports التابعة لإن بي سي: توفر فيديو يركّز على الشباب وغيرها من المحتويات إلى ياهو سبورتس.

## المدونات
| الرياضة                            | العنوان            | المحرر        |
| الدوري الوطني لكرة القدم الأمريكية | Shutdown Corner    | فرانك شواب    |
| دوري كرة القاعدة الرئيسي           | Big League Stew    | كيفن كادوك    |
| إن بي أي                           | Ball Don't Lie     |               |
| دوري الهوكي الوطني                 | Puck Daddy         |               |
| كرة القدم الأمريكية الجامعية       | Dr. Saturday       | غراهام واتسون |
| كرة السلة الجامعية                 | The Dagger         | جيف أيزنبرغ   |
| ناسكار                             | From the Marbles   | جاي بوسبي     |
| الجولف                             | Devil Ball Golf    | شين بيكون     |
| الألعاب الأولمبية                  | Fourth-Place Medal | ماجي هندريكس  |
| فنون القتال المختلطة               | Cagewriter         | ماجي هندريكس  |
| رياضة الفانتاسي                    | Roto Arcade        | أندي بيرنس    |
| التنس                              | Busted Racquet     | شين بيكون     |
| كرة القدم                          | Dirty Tackle       | بروكس بيك     |
| رياضة المدارس الثانوية             | Prep Rally         | كاميرون سميث  |

## الانجازات البارزة
- في عام 2006، تم الكشف عن أن «المشجعين يقضون وقتًا طويلًا على ياهو سبورتس أكثر من أي موقع رياضي آخر» وفقًا لبرنامج comScore Media Metrix.[16]
- قبل مسودة الدوري الوطني لكرة القدم الأمريكية لعام 2006، كشفت ياهو سبورتس عن مزاعم بأن ريغي بوش قبل هدايا من شركة تسويق رياضية مبدلة مقابل رعايته. لقد أصدروا منذ ذلك الحين العديد من التحديثات على القصة.
- في 16 أغسطس 2011، كشفت ياهو سبورتس قصة فضيحة هائلة تتعلق بجامعة ميامي، بناءً على أكثر من 100 ساعة من المقابلات مع الداعم السابق للأعاصير والمدان بالاحتيال نيفين شابيرو.[17]
- في 23 يونيو 2016، استضافت ياهو سبورتس عبر ذا فيرتيكال اسم البث المباشر الأول من مسودة الدوري الاميركي للمحترفين من خلال استضافة مسودة إن بي أي لعام 2016 وكشفت النقاب عن المعلومات كما تم الكشف عنها، والتي تحدث عادة قبل لحظات من الكشف عن الاختيارات الأصلية على التلفاز.[18] أنتج البث المباشر أكثر من 2.8 مليون مشاهد فريد لمدة 34 دقيقة في المتوسط لكل مستخدم، مع وجود 3.7 مليون مشاهد على مدار أكثر من أربع ساعات من التغطية المكثفة. لقد تغلب بثها أيضًا على نتائج مشاهدات إي إس بي إن للمسودة، مع أنه يحمل تصنيف 2.4 مليون مشاهد.[19] أدى ذلك إلى عودتهم إلى البث المباشر لمسودة إن بي أي لعام 2017 في 22 يونيو بعد عام.

## روابط خارجية
- ياهو سبورتس الصفحة الرئيسية
- مدونة ياهو سبورتس
- بيان صحفي حول إطلاق ياهو سبورتس
- معلومات عن استحواذ ياهو على Sportasy
- Sportasy.com على موقع واي باك مشين (نسخة محفوظة 29 أبريل 1999)